# 國王路塔
國王路塔（阿拉伯语：‎）是一座位於沙特阿拉伯吉達的34層摩天大樓。這座塔上有世界最大的LED廣告屏幕，也因此成為吉達的地標之一。

## 圖片

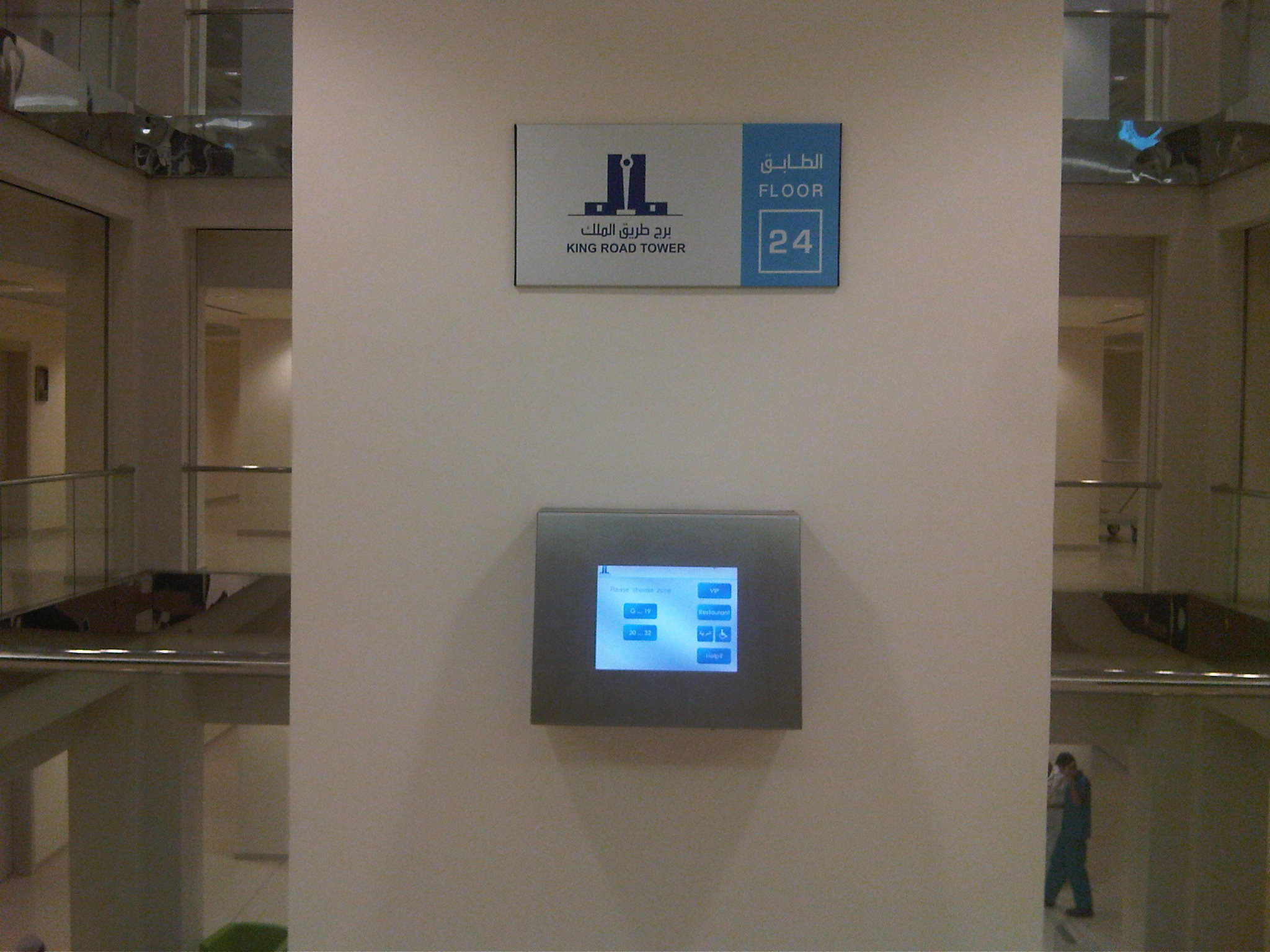
智能電梯可以用觸屏面板來呼叫電梯員
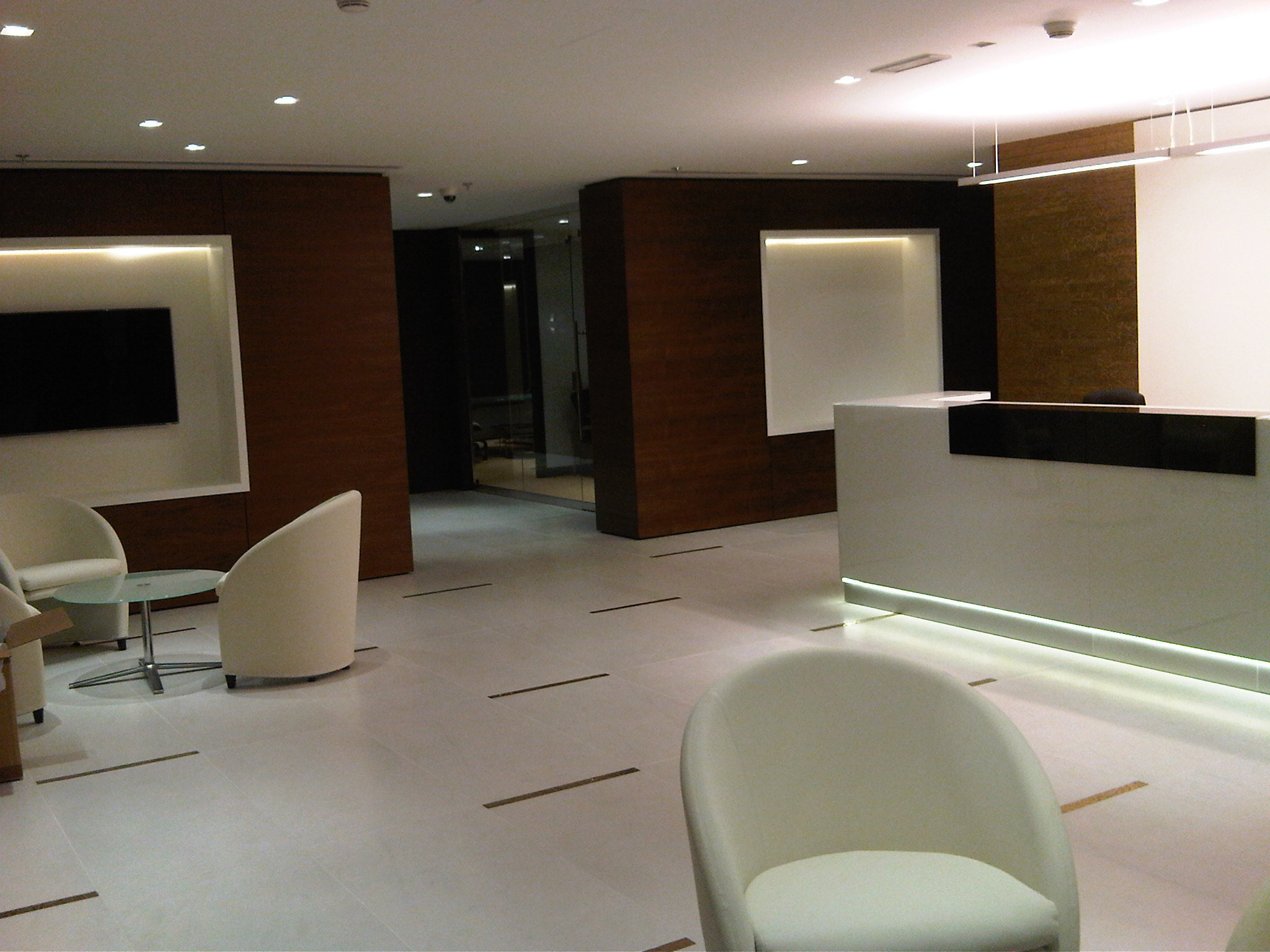
塔內辦公處